# Jasienica (dopływ Gunicy)
Jasienica – niegdyś jedna z odnóg Odry, obecnie po wybudowaniu Zakładów Chemicznych "Police" podzielona na kilka odcinków. Ostatni z nich, położony najdalej na północ, stanowi kanał zrzutowy dla zakładowej oczyszczalni ścieków. Jasienica znajduje się w granicach administracyjnych miasta Police na Pomorzu Zachodnim. W pobliżu jej północnego połączenia z Odrą uchodzi do niej Gunica. Już poniżej ujścia Jasienicy do Odry znajduje się także ujście Odry do Roztoki Odrzańskiej. Wody Jasienicy otaczają wyspę Kiełpiński Ostrów, tworząc jej brzeg północno-zachodni. Jeden z dopływów to Zimny Potok.
W rejonie rzeki Jasienicy znajduje się osiedle Polic – Jasienica. 
Siedliska wokół Jasienicy oraz wysp rzecznych w Policach objęto ochroną, tworząc obszar Ujście Odry i Zalew Szczeciński sieci Natura 2000.
Nazwę Jasienica wprowadzono urzędowo rozporządzeniem w 1949 roku, zastępując poprzednią niemiecką nazwę Jasenitzer Fahrt.